# Metapedia

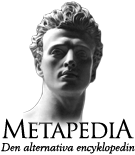
Logo Metapedii

Metapedia – kontrowersyjna encyklopedia oparta na technologii wiki, dostępna w 16 językach, którego właścicielem jest szwedzka firma NFSE Media AB, Sweden. Wersja węgierska przekroczyła 100 000 haseł.
Metapedia jest zwykle opisywana jako projekt (neo)faszystowski i skrajnie prawicowy, propagujący m.in. zaprzeczanie Holokaustowi.